# 基尔托夫
基尔托夫（德語：Kirtorf，發音：[ˈkɪʁˌtɔʁf] ⓘ）是德国黑森州吉森行政区福格尔斯山县的城市，面积79.91平方千米，2023年12月31日人口为3,114人。